# Manoel Soares
Manoel Soares (Salvador, 18 de junho de 1979),  é um apresentador e  jornalista brasileiro, ativista social e co-fundador da Central Única das Favelas (CUFA).
Escreveu livros para o público infanto-juvenil e tem intensa atividade entre os jovens. Aproximou-se da televisão pela cultura hip-hop, participando de programas da TVE.
Mora em Porto Alegre desde 1997. Já foi morador de rua em Porto Alegre, trabalhou como gráfico e na construção civil até chegar à RBS TV, afiliada da TV Globo no Rio Grande do Sul, pelas mãos da gerente de programação Alice Urbim.
Em 2017, passou a trabalhar na sede do Rio de Janeiro da TV Globo, em programas como É de Casa e Profissão Repórter. Em julho de 2022, passou a ser co-apresentador do programa Encontro com Patrícia Poeta. Em 30 de junho de 2023, foi desligado da emissora.

## Carreira
Estreou na televisão comandando um quadro no telejornal gaúcho Jornal do Almoço, na RBS TV. Além de ser colunista do jornal Diário Gaúcho. Manoel escreve geralmente sobre ensinamentos de vida, lições de sabedoria vivenciadas por ele, e que resolve compartilhar com seus leitores, nas edições de sábado do jornal.
Em 2006 foi ganhador do prêmio Orilaxé, como jornalista do ano, concedido pelo grupo cultural Afro Reggae como um reconhecimento às iniciativas de pessoas que buscam mudar a realidade brasileira.
Em abril de 2017 integrou a equipe do Encontro com Fátima Bernardes, da TV Globo, com o desafio de ampliar a audiência da apresentadora nas periferias do restante país. Além do próprio Encontro, já fez reportagens para o Profissão Repórter e, mais recentemente, fez parte do grupo de pessoas consultadas em todo o Brasil por Luciano Huck para o programa especial Inspirações, que premiou brasileiros cujas histórias de vida são exemplos de altruísmo e dedicação ao próximo. Em 12 de setembro assumiu como apresentador temporário do programa É de Casa, substituindo André Marques.

## Filmografia
| Ano     | Título                        | Função       | Emissora  |
| ------- | ----------------------------- | ------------ | --------- |
| 2002–17 | Jornal do Almoço              | Repórter     | RBS TV    |
| 2009–16 | Profissão Repórter            | Repórter     | TV Globo  |
| 2017–20 | Encontro com Fátima Bernardes | Repórter     | TV Globo  |
| 2019–20 | É de Casa                     | Repórter     | TV Globo  |
| 2020–22 | É de Casa                     | Apresentador | TV Globo  |
| 2020    | Se Joga                       | Repórter     | TV Globo  |
| 2020–21 | Criança Esperança             | Apresentador | TV Globo  |
| 2022–23 | Encontro com Patrícia Poeta   | Apresentador | TV Globo  |
| 2023    | Papo de Segunda               | Apresentador | GNT       |
| 2024    | Vicky e a Musa                | Ele mesmo    | Globoplay |